# 恩派爾 (加利福尼亞州)
恩派爾（英語：Empire）是位於美國加利福尼亞州斯坦尼斯洛斯縣的一個人口普查指定地區。

## 地理
恩派爾的座標為37°38′39″N 120°54′27″W / 37.64417°N 120.90750°W，而該地最高點為海拔高度36米（即118英尺）。

## 人口
根據2010年美國人口普查的數據，恩派爾的面積為4.049平方千米，均為陸地。當地共有人口4189人，而人口密度為每平方千米1,034人。